# Marika Willstedt
Marika Eira Kristina Willstedt, född 13 februari 1984 i Växjö, är en svensk sångerska, musiker och kompositör. 
Willstedt spelar bland annat cello och piano. År 2008 bildade hon popgruppen Bara vänner tillsammans med Wille Crafoord. De uppträdde på Allsång på Skansen den 6 juli 2010. Willstedt har bland annat varit kapellmästare för Grynets Megashow och var 2011–2020 en av lagledarna och pianisterna i TV-programmet Så ska det låta på SVT. 
Willstedt har arbetat med artister som Tove Styrke, Darin, Niklas Strömstedt, Jessica Andersson, Molly Sandén och Danny Saucedo. Hon turnerade med hyllningskonserten till Ted Gärdestad, För kärlekens skull, med bland andra Janne Schaffer och Johan Boding sedan våren 2011. Willstedt och Boding är även medlemmar i AOR-bandet Sonic Station.
Marika Willstedt medverkade i Hovturnén i augusti 2012 tillsammans med Wille Crafoord, Christer Sandelin, Linda Bengtzing, Gunhild Carling, Jonas Sjöblom och Olle Linder. Hon har under flera år på 2010- och 2020-talen varit kapellmästare under Sveriges nationaldagsfirande på Skansen i Stockholm.